# Čezsoča
Čezsoča (Duits: Ausserdorf) is een plaats in Slovenië en maakt deel uit van de gemeente Bovec in de NUTS-3-regio Goriška. De plaats telde 313 inwoners op 1 januari 2020.